# 自主水下載具

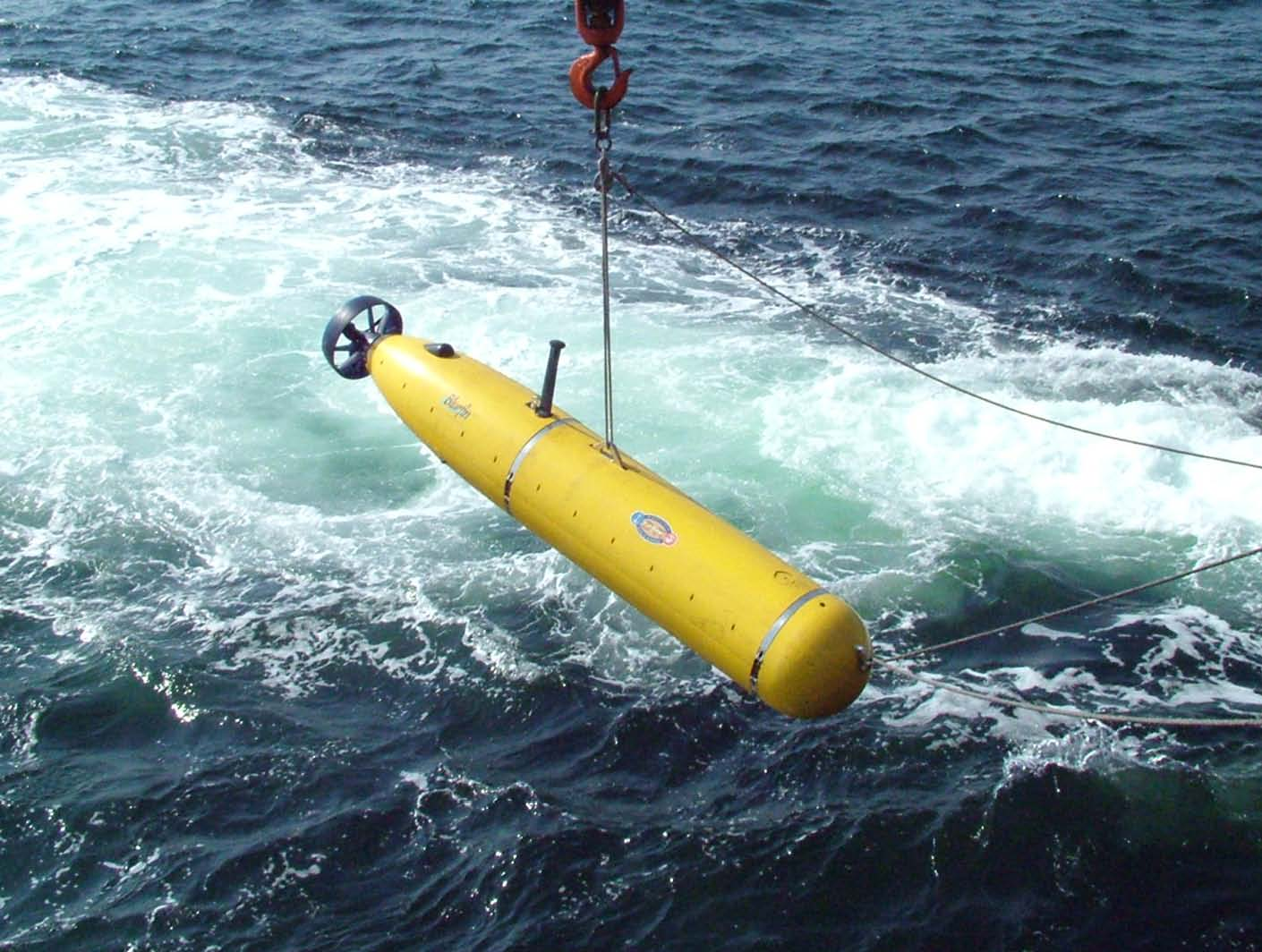
戰場空間準備自治水下機器人（BPAUV）照片，由藍鰭機器人公司的僱員在美國海軍演習期間拍攝。.

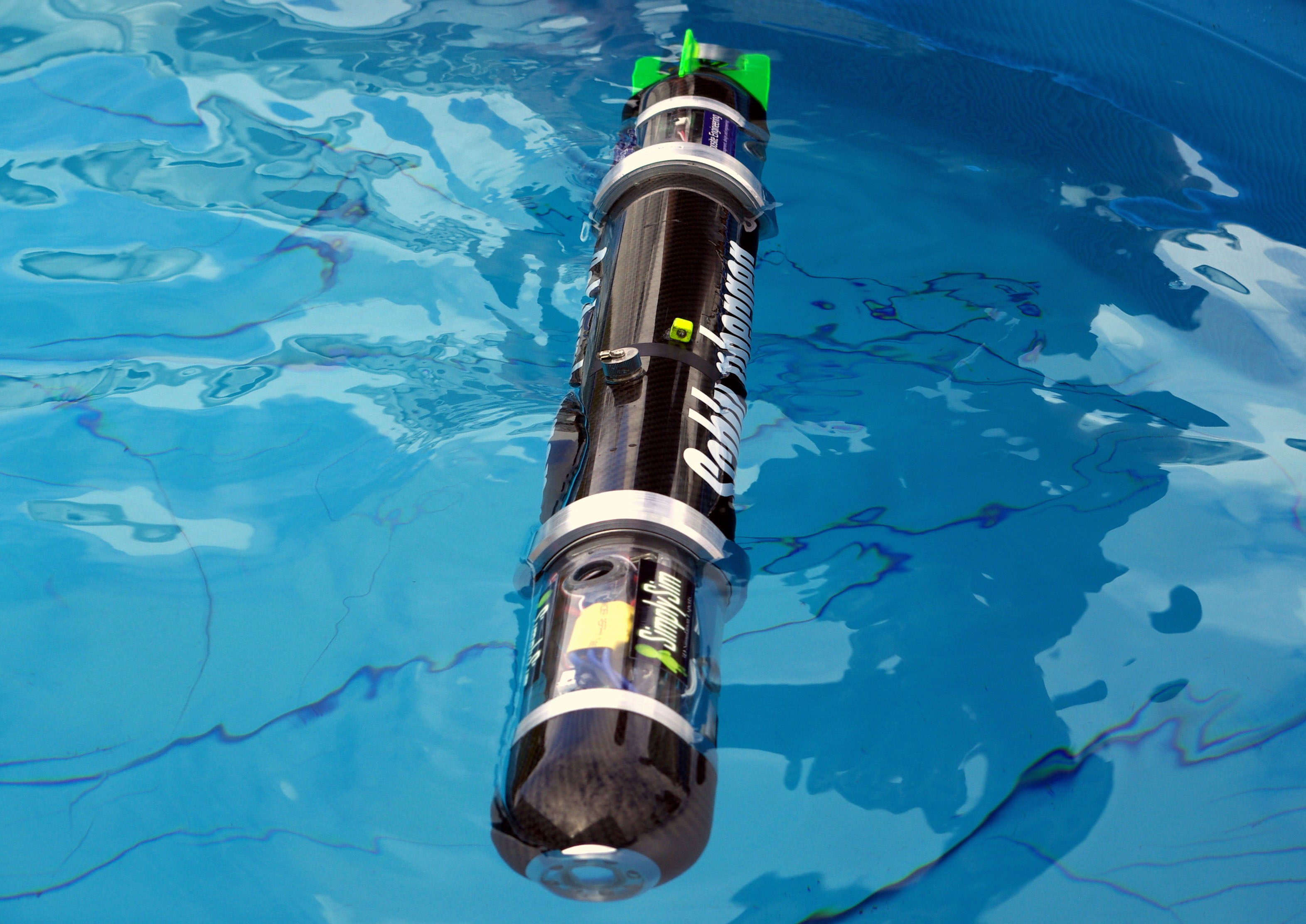
Blackghost水下機器人被設計成自主進行水下突擊訓練，沒有外界控制。

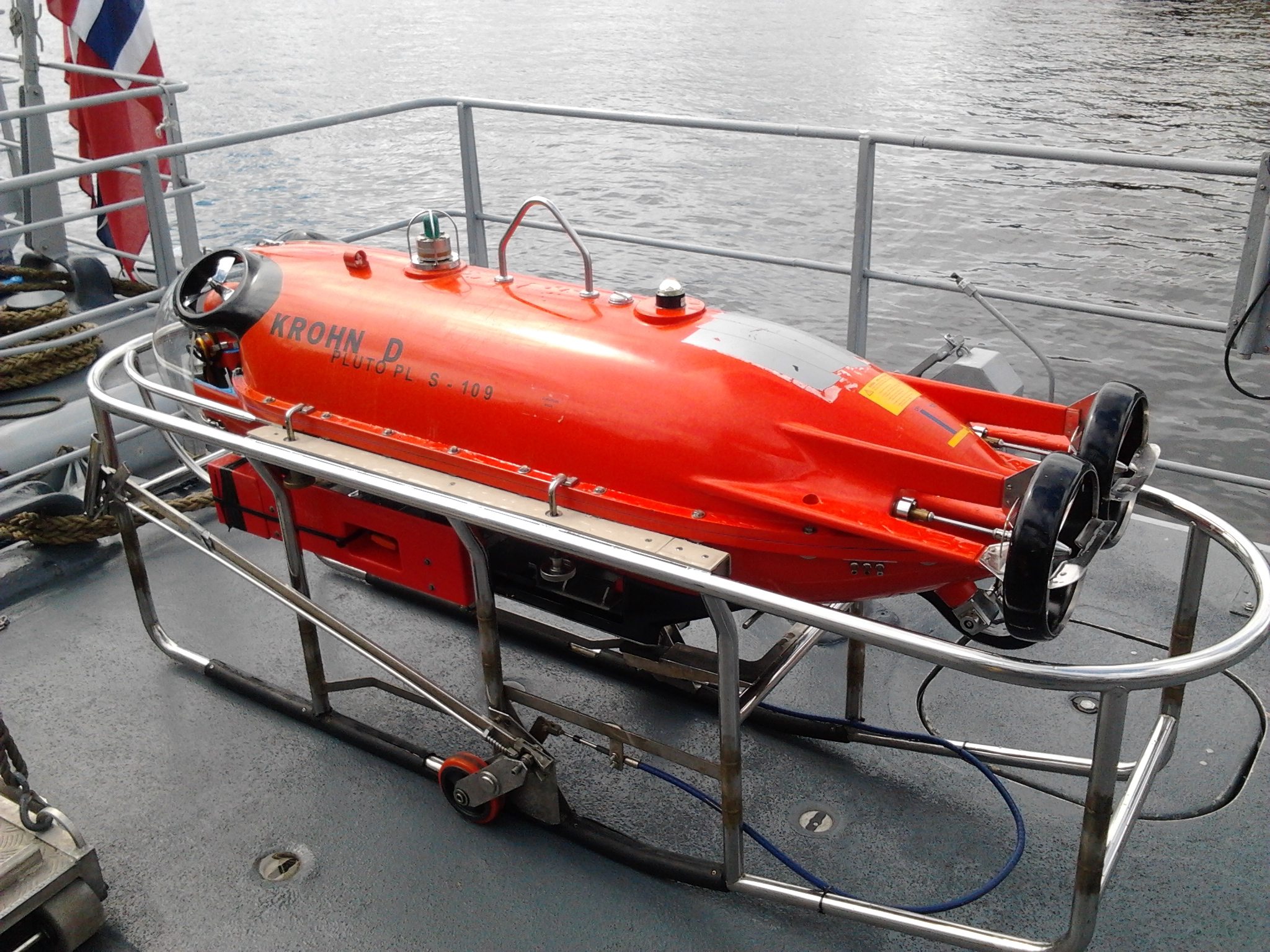
冥王星+水下機器人的水雷鑑定和銷毀。挪威水雷獵手 KNM Hinnøy公司

自主水下載具（Autonomous Underwater Vehicle，縮寫AUV）是無人水下載具的一種，外型可像一小型潛艇或魚雷，它沒有以電纜連接到母船或外部的操作者，而依據控制器編程以自動執行其任務。因為所有的工作都是自動的，自主水下載具適合長期性、例行性、或具危險性的工作，例如探索油田、海圖、海洋學研究、排除水雷等。其屬於無人水下載具系統的一個分支，此系統另外還包含遙控潛水器。作為具有水下觀察和作業能力的活動深潛裝置，深海潛水器大致可分為帶纜水下機器人（ROV）、無纜自主水下機器人（AUV）、自主遙控水下機器人（Autonomous & Remotely Operated Vehicle，ARV）和載人潛水器(Human Occupied Vehicle， HOV）等類型。

## 發展歷史
第一台自主水下載具是由華盛頓大學應用物理研究所於1957年所開發，其開發目的是為了下水下擴散效應、聲學傳遞等軍事研究。隨著技術發展，先進的製造能力與高效率的續航力使得現今的自主水下載具不只應用在軍事任務上，另外也在海洋研究、油氣探勘、海圖繪製等不同的領域發揮功用。

## 用途

### 科學研究
水下自主載具在科學研究上有很多廣泛的應用，可幫助科學家調查湖、海、海床等大型水域及水下地形。根據不同調查環境與目的，機體可搭載多種传感器以便量測水中元素、化合物之濃度、光的反射、吸收與微生物生態。另外也可作為運送定置型儀器之底拖載具。

### 深海探索
水下自主載具作為深海科學研究的開端可追溯至美國木洞海洋研究所(WHOI （页面存档备份，存于）)所研發的自動海底探險家號 （页面存档备份，存于）開始。自動海底探險家號於1995年由美國木洞海洋研究所開發，為了解決載人潛水艇往復於同一位置觀測海底變化之不便，自動海底探險家號一開始的開發目的是為了可以長期停留在海底，定時啟動並拍照，方便地質學家或生物學家觀測海底狀況隨時間的變化而存在。然而經過了工程師設計修改，自動海底探險家號擁有了在海底移動的推進能力，並靠著聲納定位以便在深海裡航行。機身靠著支架將三個魚雷型外殼組合起來構成其三角形主體，其設計可使自動海底探險家號在水裡穩定，不易側翻或前後晃動。其中位於上方的兩個浮筒含有玻璃球改變浮力控制升降，使得自動海底探險家號不同於以往的水下自主載具只能前後移動，更可如直升機般上下升降，而主要觀測儀器則置於下方白色機身內。1977年，人類首次發現了熱液噴泉，但是靠著傳統的研究方法難以辨認，且所費不貲。1999年，在與拉蒙特-多爾蒂地球觀測中心的合作航次中，自動海底探險家號加入了在東太平洋隆起的調查。靠著聲納測繪海底地形、相機與閃光燈在深海拍攝相片加上其他各式感應器量測溫度與化學成分等資訊，自動海底探險家號在濃濃的黑煙中分析數據幫科學家找出了幾個原先較難以發現的熱液噴泉並且自動拍照記錄，並描繪了該區的海底地形。自動海底探險家號的發現與效率被船上的科學家稱作海洋地質與地球物理領域的一個里程碑。也因此，自主水下載具這項機器人科技在海洋科學界被廣泛的使用。

### 空難調查
自主水下載具也可作為空難調查時之協助工具，如AUV ABYSS即曾被用來找尋法國航空447號班機之遺失殘骸。

### 其它
自主水下載具另於軍事戰略與油氣探勘上有廣泛應用，但也有作為非法運毒之工具。

## 研發國家
- 美国
- 英国
- [3]
- 中华人民共和国

## 機體設計與結構
過去50年來有超過上百種不同機體與大小的自主水下載具被設計與製造，但僅有少數幾家公司在大量販售。其中包含Kongsberg Maritime與Bluefin Robotics。機體大小從可攜式輕型機身到超過10公尺的大型機身都有。大型機體因擁有高續航力且可搭載大量傳感器，故適用於長時間作業且大量數據收集之任務；小型機體則多使用於後勤任務，其較高的靈活性，可運用於水下儀器的觸發與修復。自主水下載具的商業市場主要分為三大塊:科學研究、油氣探勘、軍事應用。根據不同應用有不同設計，但仍有其共通點。大部分的設計為求靈活與方便通常有較小的機身，並由一台母船搭載用於施放與回收，施放後機體會依照原先制訂好的程式在規劃好的路線上以1-4節之速度進行任務。大部分機體設計考量機體大小、可利用空間、流體動力與操縱便利性等，通常採用傳統魚雷式外型；也有一些機體為利於使用者依據任務條件更換不同組件，將機體設計成組合式。考量到商業性質，設計條件也由純功能性導向漸漸混和經濟導向，設計上偏向經濟實惠、可快速操作以利於縮短以往僅有母船時漫長的任務時間來減緩母船在航期的經費支出與縮短航期。雖然自主水下載具在水裡能完全不靠人為操作自動完成任務，但為保險起見，操作人員仍會將機體控制在聲波定位系統涵蓋之區域進行任務。 

### 傳感器
基本配備包含指南針、深度計、側掃聲納與其他聲納系統、磁力儀、熱敏電阻與導電度計。其它視任務需求與機體設計可加裝其它傳感器。 

### 水下航行與定位
衛星發射的無線電波沒有辦法滲透至水下太深，所以當機身潛如水中一定深度時，機體即無法以全球定位系統定位。因此，標準的自主水下載具在水下航行時的定位方法靠的是航位推算，並由水下聲波定位系統加以修正。在深水航行時使用長基線聲波定位系統；當母船的全球定位系統訊號可做為參考時，則使用超短基線或短基線聲波定位系統。水下聲波定位系統原理皆是利用聲波由已知定位之發射器發射特定聲波訊號給自主水下載具，載具收到聲波訊號開始計算其在水下與發射器之相對距離與方位並回傳資訊以推算水下位置。 

### 動力形式
其動力設計通常分兩種形式，第一種是將馬達、變速器與螺旋槳內嵌至機體內，使之一體成形，螺旋槳可額外以噴嘴包覆；第二種為將動力系統獨立製成推進器，使之組件化，一樣可視需求於推進器外加裝噴嘴。噴嘴主要功能為保護螺旋槳在水下不受碰撞破壞以及降低噪音。水下滑翔機也是自主無人載具的一種，但機體本身並沒有自主動力來源，他靠的是控制機體內浮球大小影響浮力，使機體於水中升降，並由機翼將此升降能量轉換成前進的動力。由於此種動力前進方式的低速與低耗能特點，使得水下滑翔機的能源消耗遠比一般自主水下載具來的低，相當適合任務時間耗時數月或距離橫跨大洋的連續資料收集任務。 

### 能源
大部分自主水下載具使用充電電池作為能源供應。